# Athetis striolata
Athetis striolata är en fjärilsart som beskrevs av Butler 1886. Athetis striolata ingår i släktet Athetis och familjen nattflyn. Inga underarter finns listade i Catalogue of Life.